# Lee (Illinois)
Pour les articles homonymes, voir Lee.
Lee est un village des comtés de DeKalb et de Lee dans l'Illinois, aux États-Unis,. Il est incorporé le 4 novembre 1874.

## Démographie
Lors du recensement de 2010, le village comptait une population de 337 habitants. Elle est estimée, en 2016, à 334 habitants.

## Source de la traduction
- (en) Cet article est partiellement ou en totalité issu de l’article de Wikipédia en anglais intitulé « Lee, Illinois » (voir la liste des auteurs).